# Neomaso insulanus
Neomaso insulanus là một loài nhện trong họ Linyphiidae.
Loài này thuộc chi Neomaso. Neomaso insulanus được Alfred Frank Millidge miêu tả năm 1991.